# 川南短腿蟾
川南短腿蟾（学名：Brachytarsophrys chuannanensis），一种分布于中华人民共和国四川省东南部和贵州省梵净山地区的两栖动物，隶属于角蟾科短腿蟾属。模式产地为四川合江县自怀镇。其种加词“chuannanensis”意为“四川省南部的”。

## 形态特征
川南短腿蟾体型大、宽扁而肥硕，雄蟾体长91～109毫米。身体背部皮肤较光滑，颜色多变，一般为棕黄或棕褐色，头部色略浅或为黄白色；腹部皮肤光滑，为浅褐色。

## 保护
本种于2023年被收录入《有重要生态、科学、社会价值的陆生野生动物名录》。